# 宁波外国语学校
宁波外国语学校是一所于1991年秋经宁波市政府批准成立的民办中学，建立时仅辖有初中部，2004年时建立高中部。宁波外国语学校的全部设施挂靠于宁波效实中学内，和效实中学实行“两块牌子，一套班子”的管理制度。2005年经市政府批准和效实中学拆分。校长周长安，截至2007年6月共有24个班级，其中包括国际班2个。

## 链接
- 宁波外国语学校网站（页面存档备份，存于）